# Скритниця колюча
Скритниця колюча (Crypsis aculeata) — вид трав'янистих рослин з родини злакові (Poaceae), поширений у середній і південній Європі, Північній Африці, Азії.

## Опис
Однорічник (5)20–30 см заввишки. Стебла розпростерті, від основи рясно розгалужені, з численними пазушними суцвіттями. Вісь суцвіття дуже коротка, майже не виражена; суцвіття головчасте або напівкулясте, ширина його перевищує довжину. Піхви верхніх листків укорочені й розширені, охоплюють знизу суцвіття. Тичинок 2. Стебла розпростерті або висхідні, голі, 5–40 см заввишки. Листові пластини лінійно-ланцетоподібні, плоскі або суглобові, 2–8 × 0.1–0.5 см. Колоски жовтуваті, 3.5–4.5 мм. Пиляки 2, 1–1.3 мм. Зерна довгасті або оберненояйцеподібні, ≈ 2 мм. 2n = 16, 18, 54.

## Поширення
Поширений у середній і південній Європі, Північній Африці, Азії.
В Україні вид зростає на солонцюватих луках і солончаках — у Лівобережному Степу, південних районах Лівобережного Лісостепу та Донецького Лісостепу, часто; у Криму, південних районах Правобережного Степу і на сході Правобережному Лісостепу, зрідка.

## Використання
Цей вид є показником засолених і лужних ґрунтів і є хорошою кормовою рослиною.